# Rostok Vampires
Rostok Vampires ist eine deutsche Thrash-Metal-Band aus Dortmund, die im Jahr 1986 gegründet wurde, sich 1993 auflöste und im Jahr 2001 wieder zusammenschloss.

## Geschichte
Die Band wurde im Jahr 1986 gegründet. Nach diversen Wechseln in der Besetzung spielte die Band am Neujahrstag 1988 ein Konzert in Berlin (West). Im Oktober begab sich die Band in das Masterplan-Studio und nahm in drei Tagen 21 Lieder auf und sendete diese an diverse Label. Die Band erreichte einen Vertrag über drei Alben bei Nuclear Blast. Die Band nahm ihr Debütalbum Transylvanian Disease im Jahr 1988 auf und veröffentlichte dieses im Sommer des Folgejahres. Das Album war zu dem damaligen Zeitpunkt das bisher erfolgreichste des Labels.
Am 15. November begann die Band eine Tour durch die Clubs Europas zusammen mit Impulse Manslaughter. Zudem wurde auch eine EP namens Pay the Price veröffentlicht, die sechs Lieder enthielt, die es nicht auf das Debütalbum schafften. Die Band spielte in den Niederlanden, Frankreich, Italien, Jugoslawien, Ungarn, Österreich, der Schweiz und Deutschland. Die Tour umfasste 38 Auftritte, die sich auf sechs Wochen verteilten.
Im Jahr 1990 folgten zwei weitere Club-Touren und fast jedes Wochenende zwei Auftritte in Deutschland. Mitte des Jahres nahm die Band das zweite Album namens Misery im Masterplan-Studio auf und veröffentlichte das Album im Herbst. Um das Album zu bewerben, hielt die Band eine Tour zusammen mit Suckspeed. Im Jahr 1991 verließ Gitarrist Bulla die Band, sodass die Gruppe ohne ihn weitermachte. Es folgte eine Tour durch Polen. Ende des Jahres nahm die Band das nächste Album in den Vielklang-Studios in Berlin auf.
Torment of Transformation wurde 1991 veröffentlicht. Die Last Crash Tour begann Anfang des Sommers 1993. Hierfür veröffentlichte die Band die EP Stone Dead Forever, auf der bisher unveröffentlichtes Material zu hören war. Der letzte Auftritt fand am 2. Juni in Karlsruhe statt. Da sich Sänger Christian Schwieghusen zu erschöpft fühlte, um noch weiter bei der Band tätig zu sein, trennte er sich von dieser. Die Band versuchte ihn zu ersetzen, was ihr jedoch nicht gelang. Daher trennte sich die Band im Folgejahr.
Nach einem Probeauftritt Ende 2001, entschied sich die Band wieder Konzerte zu spielen. Bulla kehrte zur Band zurück und Bassist Thomas Supe ersetzte Doerfel. Der Comebackauftritt fand am 22. Juni 2002 in Unna statt. Im Juli nahm die Band ein Demo namens In the Pitch auf und veröffentlichte es im Jahr 2003. Das Album New Morning wurde im Jahr 2006 über Trashmark Records veröffentlicht.

## Stil
Die Band spielte früher aggressive Lieder, während später Aufnahmen treibender und schleppender sind. Die Band wird dabei mit The Traceelords verglichen.

## Diskografie

### Alben
- 1989: Transylvanian Disease (Nuclear Blast)
- 1990: Misery (Nuclear Blast)
- 1991: Torment of Transformation (Nuclear Blast)
- 2006: New Morning (Trashmark Records)

### Sonstige Veröffentlichungen
- 1989: Pay the Price (EP, Nuclear Blast)
- 1990: Boring Old Fart (EP, Nuclear Blast)
- 1993: Stone Dead Forever (EP, Eigenveröffentlichung)
- 2003: In the Pit (Demo, Eigenveröffentlichung)